# Režnjaci
Režnjaci (Scyphozoa) su razred u koljenu žarnjaka (Cnidaria). U razredu je oko 130 vrsta podijeljenih na više rodova. Za većinu solitarno živućih vrsta karakteristične su velike meduze i mali polipi. Razmnožavanje se odvija smjenom generacija (sesilni polipi razmnožavaju se bespolno, pokretne meduze razmnožavaju se spolno).

## Anatomija i morfologija
Režnjaci su prozirne životinje građene od želatinoznog tkiva. Na rubu klobuka je vijenac pipaka. U njima se nalaze i osjetila opipa i svjetla. Pipci mogu biti dugi i više metara, a na njima se nalaze žarne stanice. Tijelo odrasle životinje satoji se od 94 do 98% vode. Mogu biti veliki samo par milimetara, ali i imati klobuk promjera i do 2 metra.
Većina obalnih vrsta razvija se iz skifopolipa u skifomeduze, imena koja su dobili od latinskog naziva ovog razreda, Scyphozoa. Polipi, prihvaćeni za dno (bentos), razvijaju se u stupić s čijeg vrha se odvajaju (strobilacija) sićušne larve koje se razvijaju u meduze.

## Rasprostranjenost
Većina vrsta režnjaka živi u blizini obala, jer za razvoj polipa treba odgovarajući supstrat. No, postoje i vrste koje žive na otvorenom moru gdje se i razmnožavaju, ne tvoreći uopće generaciju polipa.

## Način života
Većina vrsta u generaciji meduza su plankton (u toj skupini ubraja ih se u najkrupnije životinje) i mesojedi, i hvataju plijen lovkama. No ima i vrsta koje provode veći dio života na dnu toplih mora, blago pulsirajući gore-dolje, ovisne o hrani koju dobivaju od simbiotskih fotosintetizirajućih algi (primjer: Cassiopeia xamachana).
Iako se mogu, uz pomoć stiskanja i opuštanja klobuka i aktivno kretati, to je vrlo ograničeno. Ne mogu plivati suprotno stuji vode, i često ih se, nakon oluja, može naći naplavljene na obali. No, i kod naplavljenih meduza potreban je oprez, jer su im žarne stanice još dugo aktivne. Jedan od najotrovnijih žarnjaka (Cnidaria) uopće je vrsta morska osa (Chironex fleckeri), poznata i pod imenom australska četvrtasta meduza.

## Sistematika
Prema popdacim,a objavljenim 2012 godine razred se dijeli na tri reda:
- red Coronatae
  - porodice:

- Atollidae
- Atorellidae
- Nausithoidae
- Paraphyllinidae
- Periphyllidae

- red Semaeostomeae
- porodice:

- Cyaneidae
- Pelagiidae
- Ulmaridae

- red Rhizostomae
- porodice:

- Cassiopeidae
- Catostylidae
- Cepheidae
- Mastigiidae
- Rhizostomatidae

## Vanjske poveznice
- Cotylorhiza tuberculata  Arhivirana inačica izvorne stranice od 4. rujna 2010. (Wayback Machine)
- Treatment of Coelenterate and Jellyfish Envenomations
- British Marine Life Study Society - Jellyfish Page
- Jellyfish - Curious creatures of the sea  Arhivirana inačica izvorne stranice od 3. ožujka 2007. (Wayback Machine)
- Sting treatment  Arhivirana inačica izvorne stranice od 1. svibnja 2010. (Wayback Machine)
- Jellyfish Grown with Twelve Heads
- Jellyfish Boom Driven Partly by Warming Waters

|  | Zajednički poslužitelj ima stranicu o temi Režnjaci |
|  | Wikivrste imaju podatke o taksonu Režnjacima        |